# Neocouma parviflora
Neocouma parviflora là một loài thực vật có hoa trong họ La bố ma. Loài này được (Markgr.) Zarucchi mô tả khoa học đầu tiên năm 1987.